# Delayed in Transit
Delayed in Transit è un cortometraggio muto del 1917 diretto da E.A. Martin. Di genere western e prodotto dalla Selig Polyscope Company, aveva come interpreti Tom Mix, Frank Campeau, William Hutchinson, Victoria Forde.

## Trama
Gli Hawkins sono tre fratelli: Dell, che fa il cowboy al ranch McCreedy, Eddie, barista in una città di confine, e Bill, un minatore che ha cercato per anni l'oro. Di quest'ultimo è innamorata Loretta, una bella ragazza spagnola che civetta con tutti ma ama solo lui. Quando Eddie, il barista, sposa Hortense McGish, tutti i parenti si riuniscono per quelle nozze. Dopo la cerimonia, Dell scommette cinquanta dollari che nel giro di due giorni farà sposare anche Bill, l'altro fratello, alla bella Loretta. Tra i cowboy presenti, tutti rivali a causa della ragazza, scoppia un parapiglia che finisce in una sparatoria. Interviene lo sceriffo che promette che qualcuno dovrà pagare per la morte di uno degli uomini. Loretta, temendo anche se innocente di rimanere implicata, scappa via aiutata da Dell che le dà un cavallo e le dice di rifugiarsi in montagna, da Bill. Poi, lasciato passare un po' di tempo, il cowboy si presenta anche lui a casa del fratello insieme a un prete: Bill e Loretta si sposano e lui vince la scommessa. Il prete ricorda che la sera del matrimonio di Eddie con Hortense, era arrivato un telegramma non consegnato dove si affermava che un'eredità di mezzo milione di dollari sarebbe andata a quello dei fratelli Hawkins che rimaneva celibe. "Quello sono io", esclama Dell.

## Produzione
Il film fu prodotto dalla Selig Polyscope Company.

## Distribuzione
Distribuito dalla General Film Company, il film - un cortometraggio in due bobine - uscì nelle sale cinematografiche statunitensi il 3 febbraio 1917.